# Tilburgse Koerier
De Tilburgse Koerier was een aan het N.S.-Plein in Tilburg gevestigde huis-aan-huiskrant die wekelijks op donderdag uitkwam in Tilburg, Berkel-Enschot en Udenhout. Het blad verscheen van 1957 tot 2019. 
Jos de Beer richtte de Tilburgse Koerier op 8 maart 1957 op als zelfstandige uitgeverij, wat de krant altijd gebleven is. In 1992 werd zoon Joost de Beer directeur van het bedrijf. Destijds begon het blad met een oplage van 28.500 exemplaren. In 2019 bedroeg de totale verspreiding 86.400 exemplaren.
De huis-aan-huiskrant richtte zich redactioneel gezien op lokale actualiteiten, politiek, kunst, sport, cultuur, levensbeschouwing, opleidingen en amusement. Ook bevatte de krant elke week enkele pagina's met nieuws van de Gemeente Tilburg. Het schrijvend personeel bestond uit een eigen redactie, aangevuld met diverse correspondenten vanuit de diverse stadsdelen. Het concurrerende gratis huis-aan-huisblad in de gemeente Tilburg was Stadsnieuws.
De laatste editie van de Tilburgse Koerier verscheen op donderdag 19 december 2019. 